# هلفيلة عمودية
هلفيلة عامودية (الاسم العلمي: Helvella columnaris) هو نوع من الفطريات يتبع جنس الهلفيلة من الفصيلة الهلفيلية.